# 知日部屋
知日部屋是香港中文大學日本研究系副教授吳偉明在2005年5月建立的部落格，起初其內容主要跟日本流行文化有關，並有涉足日本政治和中日關係。除此之外，其也設有供網民留言的留言區，並容許他們投稿文章，後者會經編輯部評審再刊登。它在2017年時已停止運作，吳偉明之後改用Facebook發表資訊。
吳偉明在創立部落格前便一直任職中大動漫研究會的顧問。2004年左右，該一研究會開始建立自身的部落格，引起吳偉明的注意，讓他認為自己應以同樣方式與大眾交流日本文化。同時日本有意成為联合国安全理事会常任理事国，於中國大陸引起大規模示威浪潮。吳偉明認為日本雖然的確值得批評，但民眾在對日本了解不深的情況下，經常有批評得不對的地方。在上述事件影響下，吳偉明在2005年5月建立「知日部屋」。之後該部落格吸引了一眾對日本有興趣的人瀏覽。他在發表有關日本右翼和中日关系的文章時，經常引起評論區的爭論甚至黑客攻擊。知日部屋亦籍其熱門程度，誘使中華書局等出版社跟吳偉明合作，把他在網上發表的文章集結成書。

## 歷史
知日部屋的網主吳偉明在創立該一部落格時為香港中文大學日本研究系副教授，在此之前便一直任職中大動漫研究會的顧問，自身亦是動漫迷。2004年左右，該一研究會開始建立自身的部落格，引起吳偉明的注意，讓他認為自己應以同樣方式與大眾交流日本文化。同時日本有意成為联合国安全理事会常任理事国，於中國大陸引起大規模示威浪潮。吳偉明認為日本雖然的確值得批評，但民眾在對日本了解不深的情況下，經常有批評得不對的地方。在上述事件影響下，吳偉明在2005年5月建立知日部屋。
他在知日部屋發表的第一篇文章便探討日本在二戰後對該場戰爭的態度，如其教科書的寫法和對他國人民的道歉和賠償等等，並提出部落格的口號「反日哈日不如知日」。吳偉明表示當時的自己還沒有掌握部落格的寫法，經常把文章寫得過份學術。之後以1至2年的時間學會怎樣寫得通俗，期間發表超過500篇文章。他在發表有關日本右翼和中日关系的文章時，經常引起評論區的爭論，認為他「被中共洗腦」或成了「汉奸」，甚至令部落格受到黑客的攻擊。他為確保知日部屋的秩序，而訂立「家規」，表明會刪除部分被認定為不合適的留言。
吳偉明亦透過知日部屋認識到了《麥兜》的電影導演袁建滔，並在2007年左右為知日部屋成立編輯部，負責管理網民的留言，把精選留言集結成文。其成員包含志願加入的袁建滔。2007年，他因要拜訪日本的大學，而暫停更新知日部屋3個月，並希望借此機會思考部屋的未來發展。該部落格在2012年時仍有在更新。到了2017年，知日部屋已停止運作，吳偉明亦改用Facebook發表資訊。

## 內容
知日部屋初期文章以日本流行文化為主，比如它會介紹御宅族、萝莉塔风尚、同人誌文化。此外其還會涉足日本政治和中日關係。吳偉明表示該些文章「淺出而不深入」，自己在當中聚焦一些具趣味性，但學術上不會認真討論的題目。在2011年東日本大地震發生前後，該部落格的文章變得較少論及日本流行文化，並在地震發生後開始核實香港媒體對日本的失實報導。除此之外，其也設有供網民留言的留言區，並容許他們投稿文章，後者會經編輯部評審再刊登。

## 迴響
《星島日報》的麥格斯在2010年形容知日部屋是「好多日本迷的朝聖地」。同樣，《文匯報》的羅嘉慶形容它是香港「重量級」的文化部落格。它在建立後吸引了一眾對日本有興趣的人瀏覽——2年後的總累積瀏覽次數有250萬次，日點擊量最高鋒時為2007年的近1萬次。黃世澤在《信報財經新聞》上評論指報章應吸納知日部屋這樣的網誌，以擴展其內容。知日部屋籍其熱門程度，誘使中華書局等出版社跟吳偉明合作，把他在網上發表的文章集結成書